# 瑞利扬日 (洛泽尔省)
瑞利扬日（法語：Julianges，法語發音：[ʒyljɑ̃ʒ]）是法国洛泽尔省的一个市镇，属于芒德区。

## 地理
瑞利扬日（44°55'48"N, 3°18'32"E）面积9.42 平方千米，位于法国奧克西塔尼大區洛泽尔省，该省份为法国南部内陆省份，北起上盧瓦爾省和康塔爾省，西接阿韦龙省，南至加尔省，东临阿尔代什省。
与瑞利扬日接壤的市镇（或旧市镇、城区）包括：克拉维耶尔、洛尔西耶尔、马尔热里德地区波亚克、圣普里瓦迪福、圣莱热迪马尔济约、绍亚克。

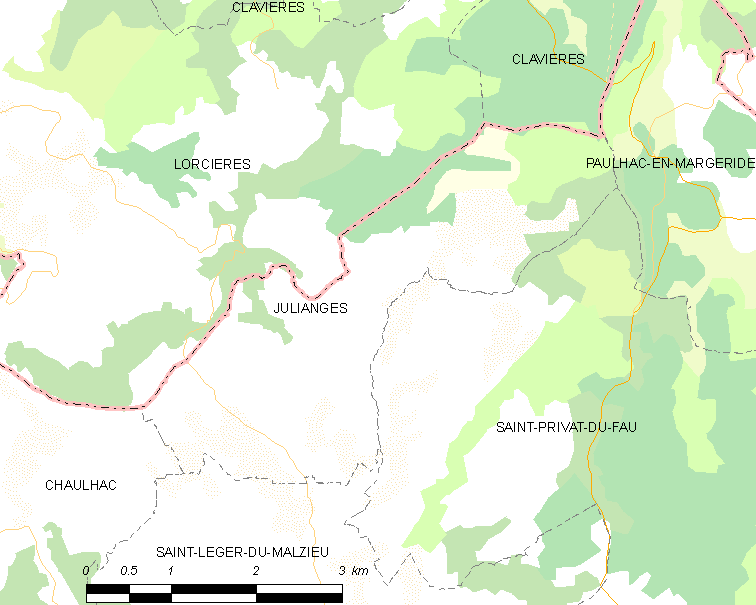
的OSM定位图

瑞利扬日的时区为UTC+01:00、UTC+02:00（夏令时）。

## 行政
瑞利扬日的邮政编码为48140，INSEE市镇编码为48077。

## 政治
瑞利扬日所属的省级选区为利马尼奥勒河畔圣阿尔邦县。

## 人口

1962-2008年间人口变化图示

瑞利扬日于2022年1月1日时的人口数量为48人。